# Nemea
Nemea (in greco Νεμέα?) è un comune della Grecia situato nella periferia del Peloponneso (unità periferica della Corinzia) con 7.286 abitanti secondo i dati del censimento 2001
A seguito della riforma amministrativa detta Programma Callicrate in vigore dal gennaio 2011 che ha abolito le prefetture e accorpato numerosi comuni, la superficie del comune è ora di 205 km² e la popolazione è passata da 4.249 a 7.286 abitanti. 
A pochi chilometri a nord-est dell'attuale paese sorge il sito archeologico della Vecchia Nemea, chiamata anche Eraclea o Iraklion, in onore dell'eroe che qui compì una delle sue dodici fatiche. 

## Storia

### Mitologia ed origini
Nella mitologia greca, Nemea, retta dal re Licurgo (forse lo stesso Licurgo divenuto famoso come legislatore di Sparta), e dalla regina Euridice, era famosa per essere stata la patria del Leone di Nemea, ucciso dall'eroe Eracle in una delle sue dodici fatiche. Nemea era inoltre la sede dei Giochi nemei, una delle maggiori manifestazioni sportive dell'Antica Grecia. Tali giochi si tenevano ogni due anni ed erano dedicati a Zeus.
Nemea fu una città di poca importanza lungo la storia della Grecia antica, essendo nota solo grazie alla sua produzione-esportazione di vino ed al suo tempio di Zeus, uno dei grandi santuari panellenici del mondo greco, ma nettamente meno frequentato rispetto ai santuari di Olimpia o Delfi. Fu oggetto di contesa tra Argo e Corinto.

### La Battaglia di Nemea
Nel 394 a.C., durante la guerra di Corinto, a Nemea si combatté una battaglia tra le truppe della lega peloponnesiaca, comandate dallo spartano Aristodemo, e una coalizione di città formata da Atene, Argo, Tebe e Corinto, decisa a mettere fine all'egemonia spartana, alla cui origine vi era la vittoria su Atene nella guerra del Peloponneso.
Nonostante l'evidente inferiorità numerica, 18000 opliti tra spartani e alleati contro 24000 opliti della coalizione guidata dagli ateniesi, la battaglia fu vinta dalla lega peloponnesiaca, che alla fine della giornata lasciò sul campo 2800 guerrieri nemici, contro le 1100 perdite subite. Nonostante la vittoria, gli spartani non riuscirono a penetrare nella Grecia continentale a causa di Corinto, e decisero di tornare in Laconia.
Dimenticata per gran parte della storia, i resti furono riportati alla luce tra il 1974 e il 1981.

## Il sito archeologico

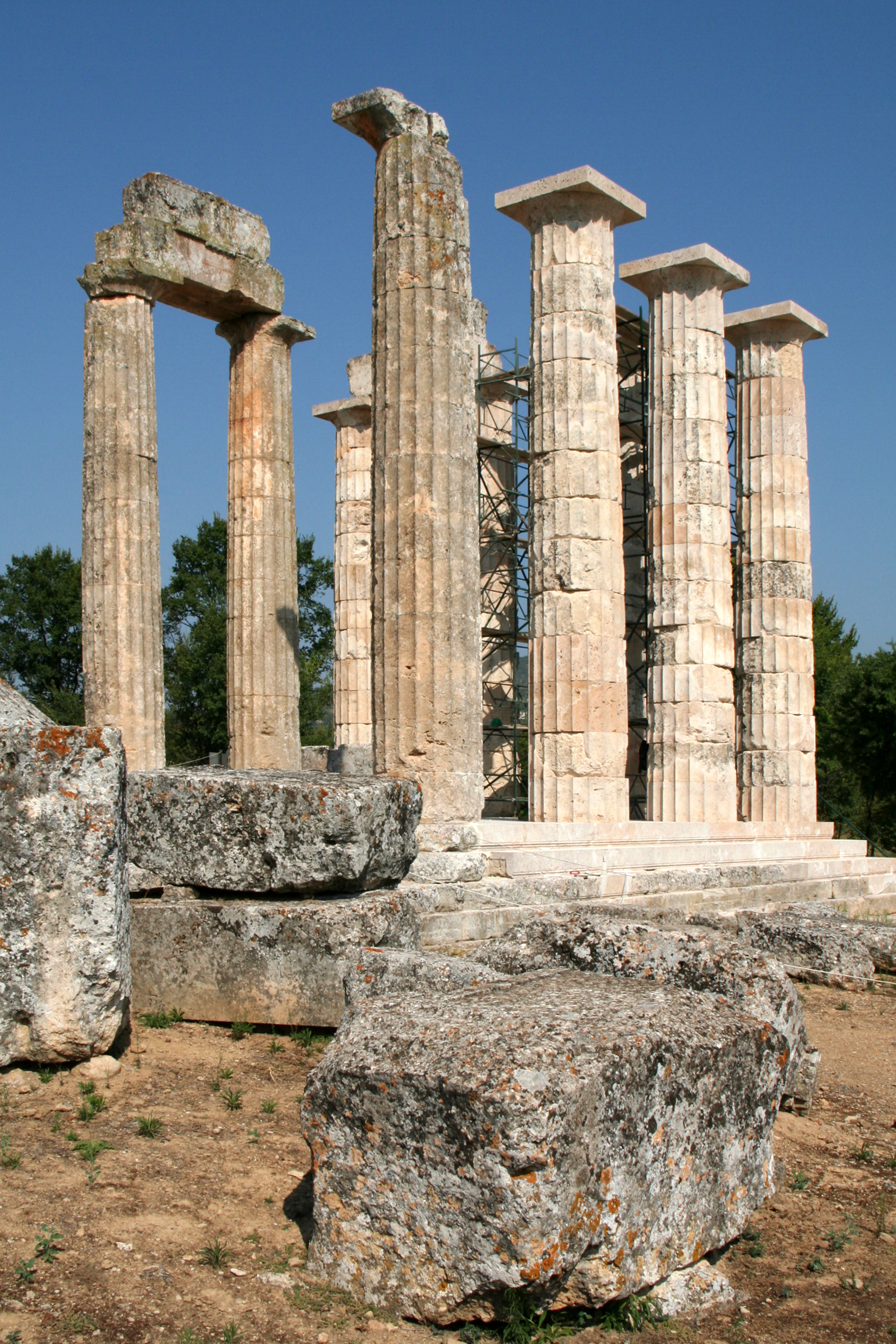
Scorcio del tempio di Zeus

L'Antica Nemea, chiamata anche Eraclea, è posta immediatamente a est-sudest dell'attuale sito. Nell'antico centro aveva sede il Tempio di Zeus di Nemea, presso il quale, dal 573 a.C., si tenevano ogni due anni i Giochi nemei. Del tempio rimangono ancora 3 colonne risalenti al IV secolo a.C. mentre altre sei sono state restaurate e nuovamente erette, due nel 2002 e altre quattro nel 2007. Il complesso attorno al tempio è stato recentemente riportato alla luce, facendo emergere l'altare, i bagni e l'albergo destinato ai facoltosi spettatori dei Giochi. Il tempio si erge sul sito di un precedente tempio, risalente al periodo arcaico, del quale rimane visibile oggi solamente una parte di fondamenta. Lo stadio adibito ai Giochi, è stato scoperto recentemente, insieme al suo ben conservato tunnel d'accesso, datato intorno al 320 a.C. e su cui sono stati trovati antichi graffiti. Nel 2018 venne anche scoperta una grande tomba a Thòlos risalente all'età micenea del tutto intatta, che però non fornisce notizie sulla sua storia.
Nel 2021 il sito archeologico ha ottenuto il Marchio del patrimonio europeo.

## I Giochi nemei
Secondo la leggenda, i giochi nemei, uno dei quattro giochi panellenici originali, vennero istituiti dai sette guerrieri capeggiati da Polinice, protagonista della tragedia di Eschilo, I sette contro Tebe, colpevoli accidentalmente della morte del principe Ofelte (od Archemoro), morto in tenera età. Una seconda versione della leggenda narra che i giochi siano stati creati da Eracle dopo aver sconfitto il Leone di Nemea.
Iniziarono ad essere celebrati dal VI secolo a.C. ma caddero rapidamente in disuso, nonostante un tentativo da parte del regno di Macedonia, i giochi continuano ad essere menzionati fino al regno di Adriano, si presume poi che siano stati banditi dall'imperatore Teodosio.
Dal 1994 vennero organizzate delle Nemeadi moderne, meno conosciute rispetto alle Olimpiadi moderne, in cui si tentò di riportare l'antica disciplina dell'Oplitodromia. Nel 2016 i giochi furono interrotti con la riapertura degli scavi intorno al sito.

## Economia

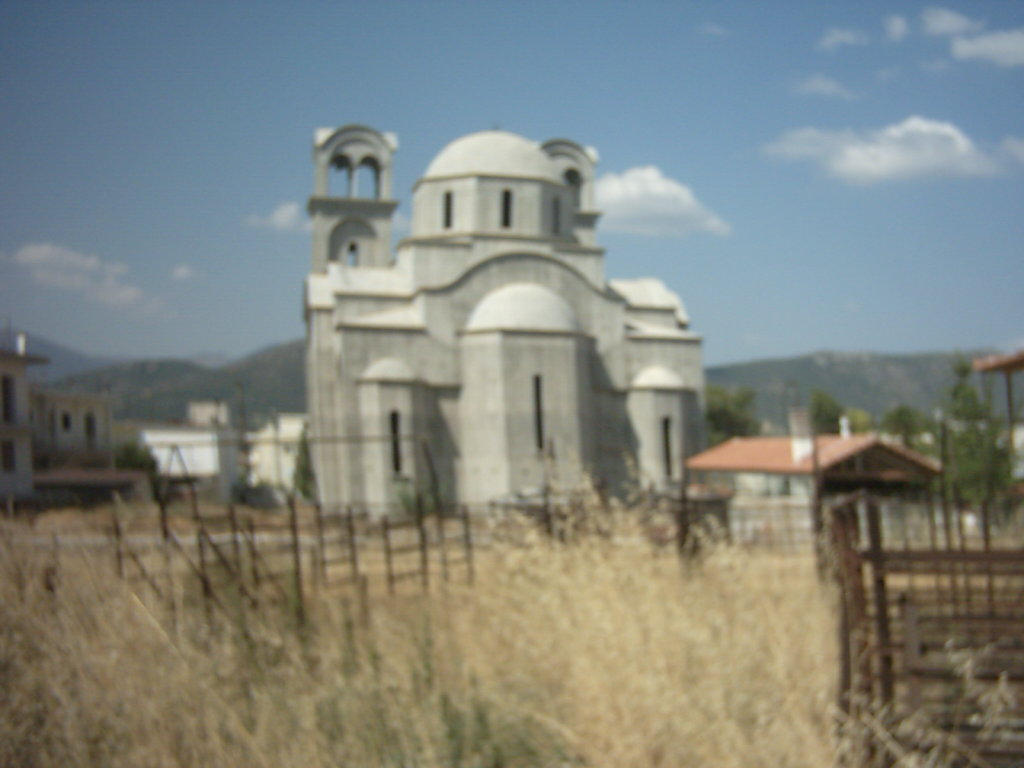
La chiesa ortodossa della nuova città di Nemea

L'economia locale è basata principalmente sull'agricoltura e sulla viticoltura, caratteristica comune anche agli altri piccoli villaggi della zona, come Koutsi, Petri, e Leriza. Nemea ospita inoltre una sede della DK Distributors.

### Regione vinicola
Collocata nel Peloponneso, poco distante da Corinto, la zona di Nemea, era già nota in tempi antichi per la fiorente produzione vinicola, tanto che Omero chiamò la zona Ampelóessa, "colma di vini". Oggi la denominazione di Nemea è la più importante tra le Denominazione di origine controllata (DOC) della Grecia meridionale, e probabilmente di tutta la Grecia. A Nemea l'Agiorgitiko, un tipo di uva a bacca rossa, è utilizzato per produrre un vino noto come Sangue di Eracle o di San Giorgio, famoso per il suo colore rosso profondo tendente al blu e al viola, per il suo aroma complesso e per il suo gusto persistente.